# Jean-Louis de Cordemoy
Jean-Louis de Cordemoy, conocido como el abate Cordemoy (1655 - La Ferté-sous-Jouarre, 16 de octubre de 1714) fue un religioso francés, historiador y tratadista de la arquitectura, prior de La-Ferté-sous-Jouarre (hoy Sena y Marne) y canónigo en St-Jean-des-Vignes, Soissons (Aisne). Su Nouveau Traité de toute l’architecture fue uno de los primeros estudios de arquitectura eclesiástica, en el que elogió el estilo gótico por su clara expresión de la estructura. Influido por Michel de Frémin y Claude Perrault, sus ideas de ordonnance, disposition y bienséance [orden, disposición y decoro] como expresiones de integridad con la naturaleza y la estructura, fueron tempranos precursores de los modernos conceptos de funcionalismo y de la verdad de los materiales. Tuvo una influencia considerable en la teoría arquitectónica del siglo XVIII, especialmente en Antoine Desgodetz, Marc-Antoine Laugier, de la Hire y Boffrand. También participó en un acrimonioso debate con el ingeniero Amédée-François Frézier sobre la arquitectura sagrada en el periódico jesuita Mémoires de Trévoux, una escaramuza en la querella de los antiguos y los modernos.

## Biografía
Poco se sabe de los primeros años de vida de Jean-Louis de Cordemoy. Fue uno de los cinco hijos de Géraud de Cordemoy (1626-1684), historiador, abogado, filósofo y ensayista, miembro del Petit Concile de Jacques-Bénigne Bossuet, autor del Discours physique de la parole (París, 1668), defendido por Noam Chomsky como texto fundacional de la lingüística. Géraud de Cordemoy fue autor también de una Histoire de France, terminada después de su muerte y publicada en dos volúmenes, en 1685 y 1689, por su hijo mayor, Louis-Géraud de Cordemoy, abad de Feniers, una fundación cisterciense, en Auvernia. Los otros hijos de Géraud fueron Joseph-Charles, seigneur de Tournelles en Sery, en la diócesis de Soissons, y de l'Epine-aux-Bois (Aisne); Jacques, abad de Narcé, en la parroquia de Faye-la-Vineuse, cerca de Richelieu (Indra y Loira); Jeanne-Marguerite, chatelaine de Ailleval, cerca de Roucy, al este de Soissons en el valle del Aisne; y Adrien, seigneur de La Saulsaye (Sauldaye) y de Nueil, descrito como «lecteur ordinaire du dauphin» [lector habitual del delfín]. La familia Cordemoy se estableció en París, viviendo sucesivamente en la rue Brantôme, en la rue du Maure, y en una casa de dos pisos en el callejón sin salida de Beaubourg (más tarde des Anglais), claramente visible en el mapa de Turgot de París, ahora absorbido en la rue Beaubourg. Este pequeño recinto fue habitado por varios arquitectos, entre ellos Libéral Bruant, Pierre Le Maistre y André Perrault.
Los hijos de Cordemoy estaban, como su padre, estrechamente vinculados al círculo de Bossuet y por ello, incluso después de la dramática ruptura de julio de 1696, con Fénelon. Después de la revocación del Edicto de Nantes, en 1685, Jacques de Cordemoy formó parte de una misión, dirigida por Fénelon, para convertir a los protestantes de Saintonge. Fénelon llegó a Saintes el 15 de diciembre de 1685, y estaba de regreso en París en junio de 1686, pero Jacques parece haberse quedado diez años o más residiendo en el puerto de La Tremblade, en la desembocadura del Seudre, al sur de Rochefort, donde los protestantes se reunían para embarcarse para el extranjero. Se conservan sus informes apasionados, desde enero de 1693 hasta marzo de 1694. El propio Jean-Louis, gracias a su hermano mayor, Louis-Géraud, fue promovido por Jérome Phélypeaux de Pontchartrain, ministro de Marina, y fue enviado en una misión en 1700 para investigar la viabilidad del transporte de troncos flotantes por los ríos de Auvernia hacia los astilleros de la costa. Dibujó un mapa de la zona de Condat (Cantal), cerca de Feniers, en el río Santoire, afluente del Rhue y una ruta paralela desde Valette, al oeste, en Sumène, que también se une al Rhue, justo antes de su confluencia con el Dordoña. Presentó un informe en 1705 y el proyecto fue aprobado por Vauban, pero parece no haber sido implementado.
No se conoce cuando tomó Jean-Louis las órdenes religiosas. Sin embargo, fue nombrado prior de Belle Fontaine, un beneficio de San Bartolomé en Noyon, en la diócesis de Beauvais (Oise), luego, de acuerdo con la práctica agustiniana, prior de Saint-Nicolas en La Ferté-sous-Jouarre, un beneficio de Saint-Jean des Vignes en Soissons (Aisne). Aparece en 1691 en juicio con Paul de Lusignan, obispo de Rodez, abad de Saint-Barthelemy en Noyon, en cuanto a los derechos de Belle Fontaine, caso juzgado a su favor. El hermano de Bossuet, Antoine, era intendente de la Generalidad de Soissons y fue el acreedor principal de Géraud de Cordemoy cuando murió. La dirección de Antoine que se dio era la rue des Fossés-Saint-Jacques, donde vivían los hermanos Perrault, forzosamente contra la abadía de santa Genoveva, en París.
Jean-Louis afirmó haber hecho algunos trabajos arquitectónicos, pero hay poco más que su testimonio para atestiguar esas ocupaciones. Según los registros parroquiales, falleció el 16 de octubre de 1714, a los 59 años de edad, aproximadamente, en La Ferté-sous-Jouarre y fue enterrado al día siguiente bajo los escalones del presbiterio de San Nicolás. Entre los miembros de la familia presentes estaban su hermano Joseph-Charles y un sobrino, presumiblemente hijo de Joseph.

## Obras
El renombre de Jean-Louis surgió de su Nouveau traité de toute l’architecture, utile aux entrepreneurs, aux ouvriers, et à ceux qui font bâtir [Nuevo Tratado de toda la arquitectura, útil para los empresarios, los obreros, y para aquellos que hacen construir], un pequeño libro publicado en París en 1706. Estaba evidentemente influenciado por la determinación de Claude Perrault de reducir la complejidad de la composición arquitectónica y la proporción de los órdenes, como demuestra en su traducción y comentario sobre los De architectura (o los Diez libros sobre arquitectura) de Vitruvio, publicados en 1673 y en una edición revisada en 1684, y también en su Ordonnance des cinq espèces de colonnes selon la methode des anciens, de 1683. Pero Cordemoy estaba estimulado también por las ideas de Michel de Frémin, autor de otro pequeño libro, Mémoires critiques d’architecture. Contenans l’idée de la vraye et la fausse architecture…, publicado en París en 1702. Frémin pretendía rechazar la autoridad de los órdenes en su totalidad. Exigía un enfoque práctico y de sentido común en la arquitectura. Los edificios que él estimaba como bien diseñados, tanto estructural como acústicamente, eran las iglesias góticas de Notre-Dame y la Sainte Chapelle en París.
La naturaleza radical de las propuestas de Cordemoy no aparecía en primer plano en la primera edición de su libro. Aunque prefería los tres órdenes griegos, más de la mitad de su libro se ocupaba de la descripción de los cinco órdenes y de sus partes, y eran el tema de la mayoría de sus ilustraciones. Al hablar de los pedimentos y del diseño de las cubiertas, indicaba que prefería una silueta de cuatro cuadrados, aunque sólo cuando abordó el diseño de las iglesias dejó clara su preferencia por una arquitectura ortogonal: columnas independientes y dinteles en lugar de pilastras y arcos. Condenaba rotundamente los pilares y arcos de San Pedro de Roma, sugiriendo que los soportes columnares, como en la plaza exterior, hubieran sido preferibles de lejos. Hizo la misma crítica de la iglesia de Val-de-Grâce de París. Siguiendo a Perrault y Fremín, también reconoció algo de la expresión estructural clara que animaba la arquitectura gótica: nombró las iglesias de Longpoint, Royaumont y Sainte-Croix en Orléans. Los términos que utilizó para describir el efecto, una vez más derivados de Perrault, fueron dégagement (desapego) y apreté (aspereza). Condenó el efecto de bajo relieve de la arquitectura contemporánea. No le gustaban los numerosos motivos y molduras esparcidos sobre las superficies de los edificios. Sugirió que incluso los pedestales, los órdenes aplicados y las pilastras podrían ser prescindibles. Prefería las superficies de mampostería planas. Quería que la columna independiente asumiese su papel estructural.
Las propuestas de Cordemoy fueron atacadas en su momento por el ingeniero Amédée-François Frézier, muy versado en el conocimiento de la construcción gótica, pero que despreciaba la sugerencia de que la disposición gótica pudiera ser reflejada en columnas y dinteles, dinteles que dadas las cualidades de la piedra francesa, eran totalmente impracticables para largos vanos, siendo preferibles los arcos. Cordemoy, que decía haber estado secuestrado durante años en Auvernia, no respondió a la carta de Frézier hasta 1709. Siguió un intercambio de cartas, otras tres, todas publicadas entre 1709 y 1712 en la distinguida revista jesuita Mémoires de Trévoux. El pensamiento de Cordemoy surgió con más claridad que antes, con el argumento, que involucraba muchos estudios eruditos y algo de sarcasmo, centrado ahora en la disposición de las primeras basílicas cristianas como modelo para la arquitectura de las iglesias. El foco, sin embargo, permaneció en el papel estructural de la columna.
Otro hito para el futuro fueron las observaciones de Cordemoy sobre el diseño de las ciudades. Alberti se había ocupado del urbanismo en su De re aedificatoria, pero el tema no ocupaba un primer plano en los tratados arquitectónicos franceses. Cordemoy, de manera inusual, concluyó el suyo con unas veinte páginas sobre los espacios públicos en las ciudades. A pesar de que Jean-Baptiste Colbert se preocupaba manifiestamente por el "embellecimiento" y la planificación de las ciudades, el detonante podría haber sido Fénelon, en particular su relato de la reconstrucción del utópico estado de Salenta en el más político de sus escritos, Las aventuras de Telémaco de 1699. Fénelon en sus escritos, una y otra vez, promovía una arquitectura de tipo práctico y simple, y en dos ocasiones, incluso, como una prueba de la existencia de dios. Fénelon, sin embargo, rechazaba la arquitectura gótica, que consideraba como evidencia del declive de la iglesia. Bossuet también parece haber compartido tales sentimientos. Se refirió a la mala escritura como «barbare, comme une église gothique» [bárbara, como una iglesia gótica].
El tratado de Cordemoy fue publicado nuevamente en 1714, junto con dos de sus cartas en respuesta a Frézier, con otra carta en su defensa de uno de sus hermanos recientemente fallecidos, que podría ser Jacques o, el más joven, Adrien, sieur de La Saulsaye (ya que Louis-Gerauld habría fallecido, según varios informes, en 1718 o 1722), junto con un diccionario de términos arquitectónicos. Esta fue la edición más a menudo citada.
No más de un puñado de iglesias fueron construidas en Francia durante la primera mitad del siglo XVIII con columnas y dinteles independientes, pero el tema de las cartas fue recogido (sin reconocimiento) por Antoine Desgodetz, profesor de la Académie d’Architecture desde 1719 hasta su muerte en 1728. Al igual que Cordemoy, discutió largamente los órdenes, pero a lo largo de los años amplió sus conferencias para incluir una variedad de tipos de edificios. Sus conferencias sobre el diseño de la iglesia parecen haber sido introducidas en 1723. Trató en detalle las primeras basílicas cristianas. Los modelos de las iglesias que él proponía estaban basados en ellas, con columnas independientes a lo largo de sus naves, pero disponiendo arcos, no dinteles. La naturaleza radical de las propuestas de Cordemoy se hizo evidente sólo en 1753, cuando fueron retomadas (y debidamente reconocidas) por Marc-Antoine Laugier en otro pequeño libro, el Essai sur l’architecture. Influyó en su presunción de la cabaña primitiva —cuatro troncos que soportaban cuatro vigas horizontales, con un tejado inclinado encima—, proporcionando una imagen (ilustrada sólo en la edición de 1755) de todos los elementos esenciales de la arquitectura y, por tanto, de la referencia para todo juicio arquitectónico. Cualquier otra característica debía considerarse como superflua y, por lo tanto, redundante. Este fue el modelo para una arquitectura racional. Y fue adoptado, aunque reelaborado, en 1757, como el modelo para la iglesia más ambiciosa del siglo, la de santa Genoveva de Jacques-Germain Soufflot (ahora conocido como Panthéon) en París. Perrault, Cordemoy, Laugier y Soufflot consideraron todos que la disposición que tenía era una expresión propia tanto del templo griego como de la iglesia gótica. Esta noción de expresión estructural debía condicionar gran parte de la teoría y la arquitectura de los siglos siguientes.
Laugier también iba a despertar un nuevo interés en la planificación urbana, ampliando los comentarios de Cordemoy para proporcionar un capítulo completo en su Essai, De l'embellissement des villes.